# Zenttric
Zenttric fue un grupo musical de indie rock español que provenía de Vizcaya.
En diciembre de 2005 Mikel Otero (guitarra) y Javi Moe (batería) comenzaron a tocar y componer juntos después de años en distintas bandas (Syo, La Strada, El Tercer Hombre...) pero no fue hasta marzo de 2006, con la llegada de Gutxi Bibang como vocalista, que la banda tomó más forma. En abril de ese año decidieron llamar al grupo "Zenttric" después de dar unas cuantas vueltas a la palabra "excéntrico". El primer bajista del grupo fue Jorge "Gt" Murillo, bajista de Nice Family Trip y un año más tarde llegó Iñigo Rozas que venía del grupo Ehiztari.
Además de actuar en conciertos por numerosas ciudades españolas, deben gran parte de su éxito al sitio social MySpace. 
El 23 de junio de 2007 llegan a uno de los puntos más importantes en la corta vida del grupo: se convierten en teloneros de los Rolling Stones. Lo hacen el 23 de junio, en San Sebastián, en el popular Estadio de Anoeta. 
En 2009 crece su reconocimiento mediático, cuando son nominados a los Premios de la Música como Mejor Álbum Pop y Artista Revelación, y a los Premios 40 Principales en la categoría de Mejor Artista Nuevo y como Mejor Videoclip por su sencillo Sólo quiero bailar, canción que se convirtió en todo un hit a nivel nacional. 
En enero de 2011 Mikel Otero deja de formar parte del grupo, centrándose en su proyecto personal Audionave y formando el grupo Birds & Cables. Entonces entra en la banda Dani Vicente, guitarrista de Sestao que acababa de llegar de pasar 2 años estudiando en el Musician Institute de Los Ángeles (donde también estudió Mikel años atrás).
En el año 2013 publicaron su tercer disco de estudio, denominado "3", y el día 7 de junio del mismo año, tras 7 años y medio de vida, anunciaron en su página oficial de Facebook que habían decidido dejar aparcado Zenttric para centrarse en otros proyectos.

## Estilo musical
Su estilo bebe directamente de dos géneros tradicionalmente británicos: el britpop y el indie rock, así como el rock alternativo y (en menor medida) el pop. Canciones enérgicas y melódicas al más puro estilo británico, con ingenio en sus letras y una guitarra, una batería y un bajo dispuestos a prolongar una melodía sofisticada y animada.

## Discografía
EP
- 2008: Zenttric EP.
- 2011: Tripolar EP

Álbumes de estudio
- 2009: Zenttric
- 2011: Tripolar
- 2013: Tres

Singles
- 2008: Limousine
- 2009: Sólo quiero bailar
- 2010: Olvídate de mí
- 2011: Lady Gaga
- 2011: La noche que estuvimos a punto de casarnos
- 2013: Modernos que critican a modernos

Vídeos
- Limousine
- Olvídate de mí
- Sólo quiero bailar
- Lady Gaga
- La noche que estuvimos a punto de casarnos
- Modernos que critican a modernos  Zenttric (2009)

## Zenttric EP (2008)
- 1. Martes
- 2. Limousine
- 3. Olvídate de mí
- 4. Contrario

## Zenttric (2009)
- 1. Solo quiero bailar
- 2. Limousine
- 3. Olvídate de mí
- 4. Sol
- 5. Fácil
- 6. Vas, voy
- 7. Martes
- 8. Avísame
- 9. Contrario
- 10. Perderlo todo
- 11. Problemas

## Tripolar EP (2011)
- 1. La noche que estuvimos a punto de casarnos
- 2. Una canción de Hot Chip
- 3. Qué buena estás
- 4. Lady Gaga
- 5. Brown Sugar

## Tripolar (2011)
- 1. Una canción de Hot Chip
- 2. La noche que estuvimos a punto de casarnos
- 3. Lady Gaga (Original Mix)
- 4. Champagne y Fresas
- 5. La chica de Erasmus
- 6. Teléfono
- 7. Qué buena estás
- 8. A veces hablo más de la cuenta
- 9. Ayúdame
- 10. Amor
- 11. Peor no lo pude hacer
- 12. Brown Sugar

## 3 (2013)
- 1. Indies y Capuletos
- 2. Modernos que critican a modernos
- 3. James Bond
- 4. Groupie de Postal
- 5. Música
- 6. Dispara
- 7. El principio del final
- 8. D.N.S.H.A.
- 9. (No) Volverte a ver
- 10. Dos enamorados

- Datos: Q3324764